# Drapeau de la Serbie-et-Monténégro
Le drapeau de la communauté d'États de Serbie-et-Monténégro était un drapeau tricolore à bandes horizontales rouge, blanche et bleues, un motif similaire à de nombreux autres drapeaux nationaux. Il fut adopté le 27 avril 1992 en tant que drapeau de la république fédérale de Yougoslavie, puis le 4 février 2003 en tant que drapeau de la communauté d'États de Serbie-et-Monténégro.
La communauté d'États de Serbie-et-Monténégro s'est dissoute en 2006 ; les drapeaux d'une des deux entités résultantes, la Serbie, sont très similaires.

## Républiques
Chacune des deux républiques fédérées possédait son propre drapeau.

### Serbie

Drapeau de la république de Serbie de 1992 à 2004. , ratio 1:2
Drapeau de la république de Serbie de 2004 à 2010. , ratio 2:3

### Monténégro

Drapeau de la république du Monténégro de 1992 à 1993. , ratio 1:2
Drapeau de la république du Monténégro de 1993 à 1994. , ratio 1:2
Drapeau de la république du Monténégro de 1994 à 2004. , ratio 1:3
Variante du drapeau de la république du Monténégro de 1994 à 2004. , ratio 2:3
Drapeau de la république du Monténégro à partir de 2004. , ratio 1:2

## Pavillons
Le pavillon civil et d'État différait par une proportion 2:3 différente ; le pavillon de guerre était un pavillon rouge portant l'enseigne civile dans un canton.

Pavillon civil et d'État. , ratio 2:3
Pavillon de guerre. , ratio 2:3
Pavillon de beaupré. , ratio 2:3